# La Voce dei Berici
La Voce dei Berici è un settimanale italiano fondato nel 1945; di ispirazione cattolica, è il periodico d'informazione della diocesi di Vicenza.
Raggiunge in abbonamento oltre 10.000 famiglie distribuite nella diocesi vicentina, che comprende anche parte della provincia di Padova e di Verona.
Il periodico si rivolge al vasto pubblico, anche laico, e l'informazione trattata dal periodico non è solo ecclesiale, ma anche politica, economica, culturale e sportiva, con particolare attenzione ai problemi sociali.

## Storia
Il settimanale fu fondato il 19 agosto 1945, col nome La Verità, dal vescovo Carlo Zinato, con direttore mons. Bruno Barbieri e caporedattore don Francesco Regretti. Dopo due anni assunse la testata de La Voce dei Berici.
Tra i direttori che si sono succeduti è da menzionare Giorgio Sala che è stato anche sindaco di Vicenza.
Fa parte della rete di settimanali diocesani della Federazione italiana settimanali cattolici (FISC), 188 testate distribuite in tutte le regioni (al 2011), per una tiratura complessiva di oltre un milione di copie.

## Formato
Il formato del settimanale è mm 300 x 440, 36-40 pagine, a 4 colori.

## Distribuzione
Il periodico è distribuito nella diocesi di Vicenza, per abbonamento postale, nelle parrocchie il venerdì e in edicole selezionate della provincia.
È disponibile dal 2014 la consultazione delle notizie e dell'archivio via web e tramite una app dedicata per le principali piattaforme.